# Hisarönü, Marmaris
Hisarönü là một xã thuộc huyện Marmaris, tỉnh Muğla, Thổ Nhĩ Kỳ. Dân số thời điểm năm 2011 là 2.214 người.